# Plainemont
Plainemont ist eine Gemeinde im französischen Département Haute-Saône in der Region Bourgogne-Franche-Comté.

## Geographie
Plainemont liegt auf einer Höhe von 300 m über dem Meeresspiegel, sechs Kilometer südwestlich von Saint-Loup-sur-Semouse und etwa 26 Kilometer nördlich der Stadt Vesoul (Luftlinie). Das Dorf erstreckt sich im nördlichen Teil des Departements, an aussichtsreicher Lage auf einer Anhöhe zwischen den Tälern von Planey im Westen und Semouse im Osten.
Die Fläche des 3,30 km² großen Gemeindegebiets umfasst einen Abschnitt in der leicht gewellten Landschaft nördlich der Talebene der Lanterne. Der zentrale Teil des Gebietes wird von dem in Nord-Süd-Richtung verlaufenden Höhenrücken von Plainemont eingenommen. Mit 303 m wird im Bereich des Dorfes die höchste Erhebung von Plainemont erreicht. In geologisch-tektonischer Hinsicht besteht der Höhenrücken aus Muschelkalk der mittleren Trias.
Flankiert wird die Anhöhe durch Alluvialniederungen zweier Flüsse: im Osten durch die Semouse, im Westen durch den Planey, der am südlichsten Punkt des Gemeindeareals in erstere mündet. Die Talebenen liegen durchschnittlich auf 230 m und weisen eine Breite von ungefähr einem Kilometer auf. Insbesondere das Tal der Semouse ist bewaldet (Bois d'en Bas, Bois d'en Haut).
Nachbargemeinden von Plainemont sind La Pisseure im Norden, Ainvelle im Osten, Briaucourt im Süden sowie Dampierre-lès-Conflans und Jasney im Westen.

## Geschichte
Im Mittelalter gehörte Plainemont zur Freigrafschaft Burgund und darin zum Gebiet des Bailliage d’Amont. Die lokale Herrschaft hatte seit 1159 das Kloster Clairefontaine inne. Zusammen mit der Franche-Comté gelangte der Ort mit dem Frieden von Nimwegen 1678 definitiv an Frankreich.

## Sehenswürdigkeiten
Zu den Sehenswürdigkeiten des Ortes zählen das Steinkreuz, das auf 1608 datiert ist, und das Monument aux morts.

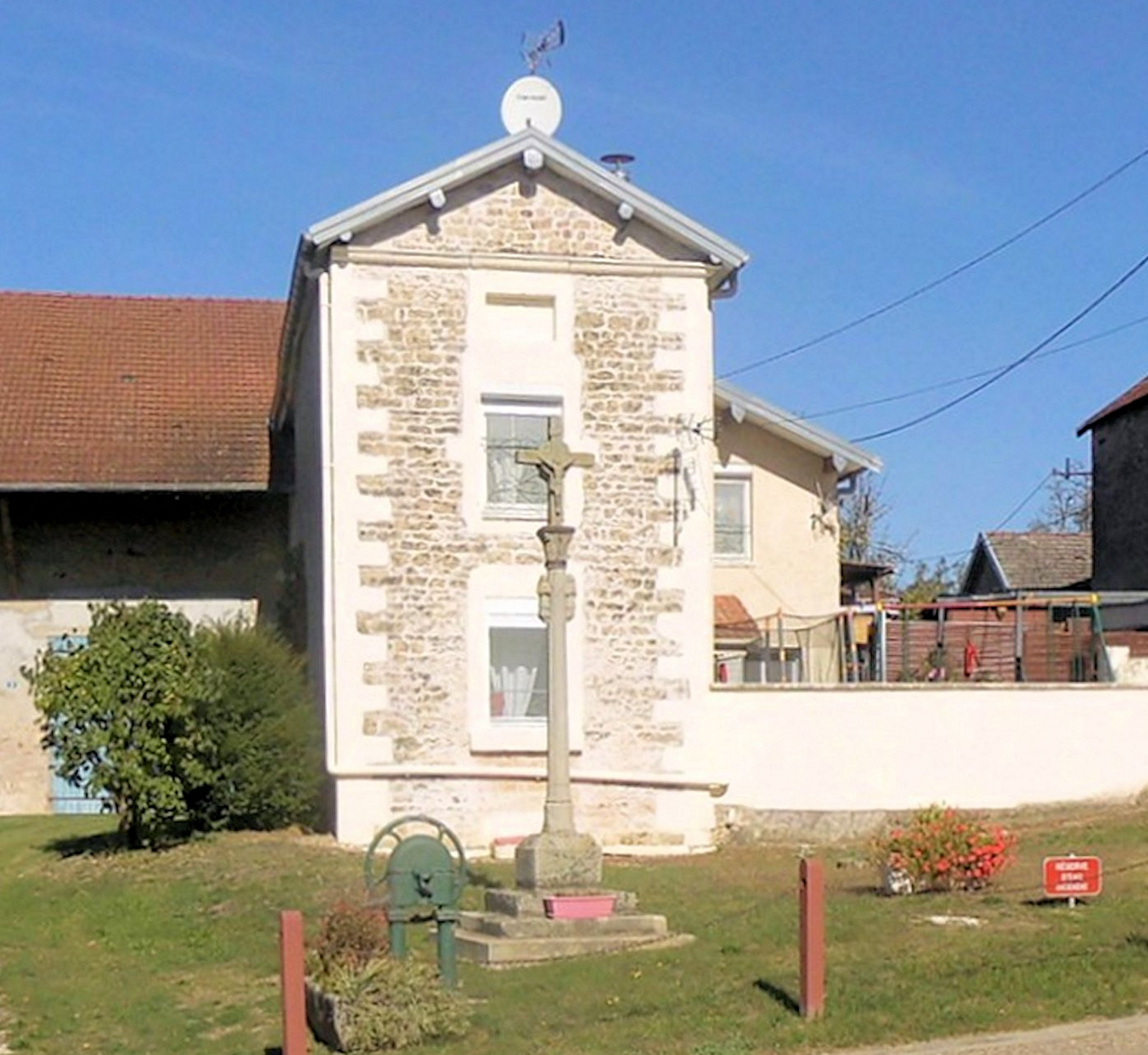
Steinkreuz
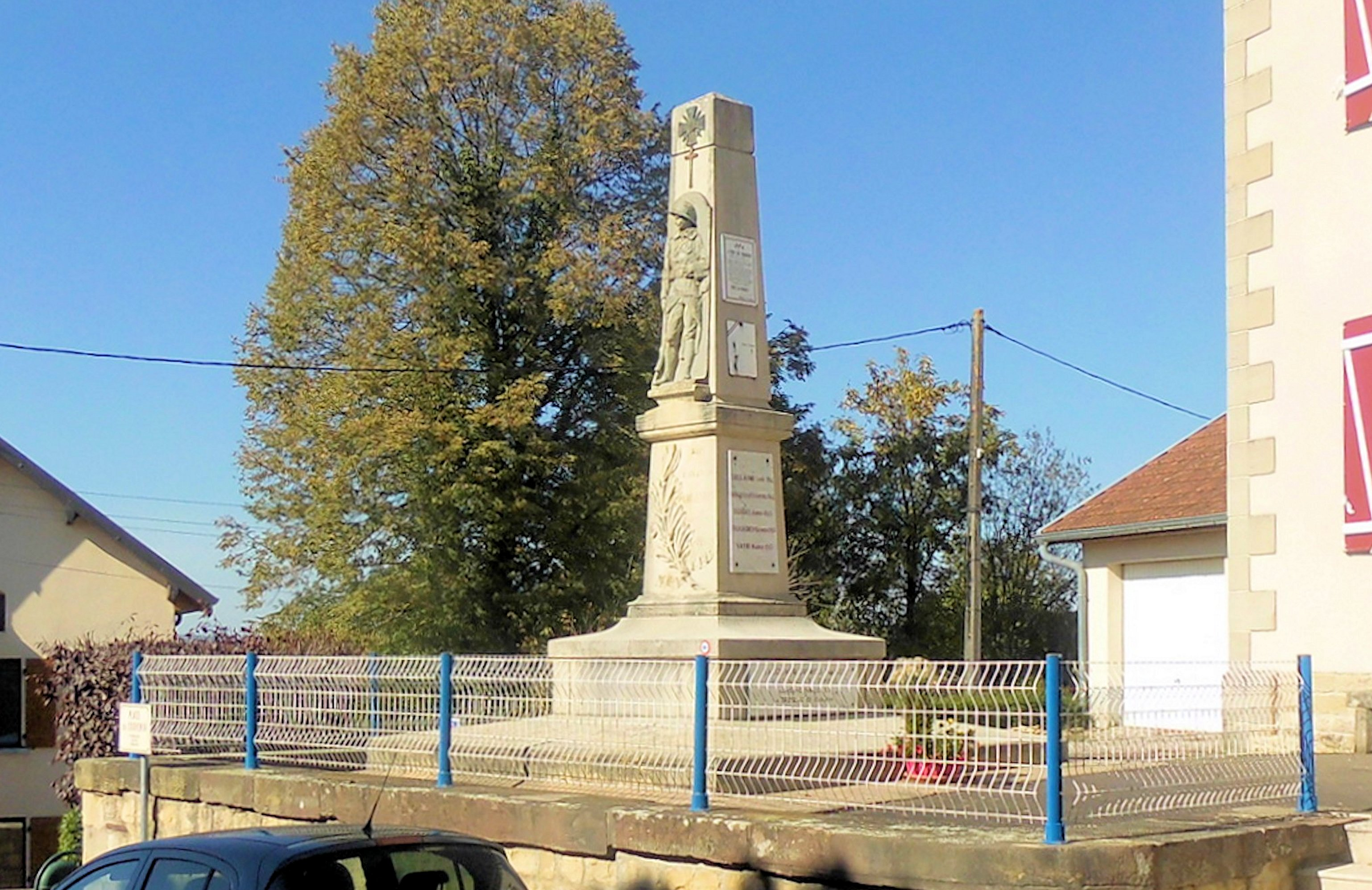
Monument aux morts
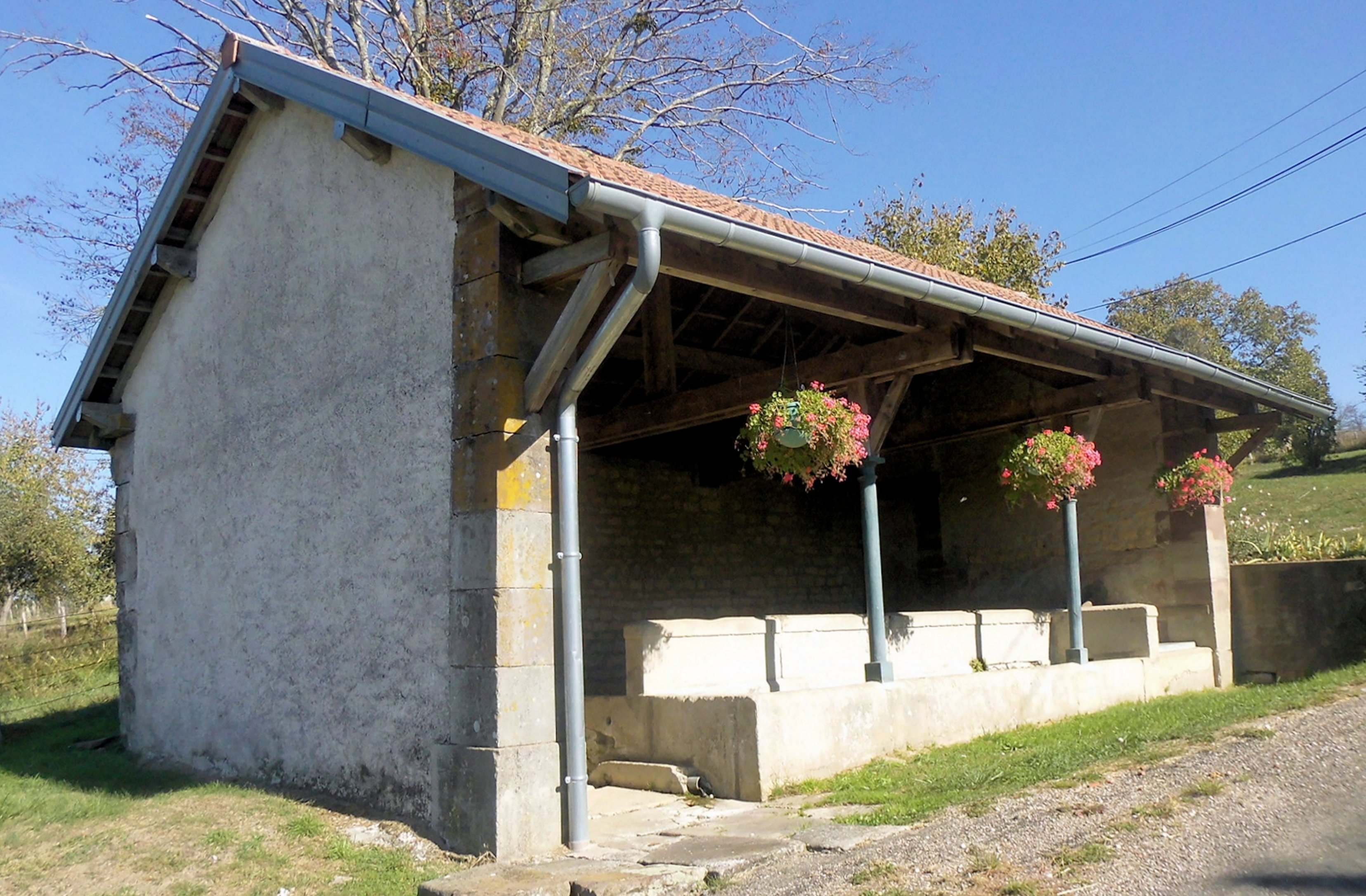
Lavoir

## Bevölkerung
| Jahr                       | 1962 | 1968 | 1975 | 1982 | 1990 | 1999 | 2006 | 2015 |
| Einwohner                  | 42   | 38   | 38   | 49   | 61   | 53   | 56   | 71   |
| Quellen: Cassini und INSEE |      |      |      |      |      |      |      |      |

Mit 66 Einwohnern (1. Januar 2022) gehört Plainemont zu den kleinsten Gemeinden des Département Haute-Saône. Nachdem die Einwohnerzahl in der ersten Hälfte des 20. Jahrhunderts deutlich abgenommen hatte (1891 wurden noch 109 Personen gezählt), wurde seit Mitte der 1970er Jahre wieder ein leichtes Bevölkerungswachstum verzeichnet.

## Wirtschaft und Infrastruktur
Plainemont ist noch heute ein vorwiegend durch die Landwirtschaft (Ackerbau, Obstbau und Viehzucht) und die Forstwirtschaft geprägtes Dorf. Außerhalb des primären Sektors gibt es nur wenige Arbeitsplätze im Ort. Einige Erwerbstätige sind deshalb Wegpendler, die in den größeren Ortschaften der Umgebung ihrer Arbeit nachgehen.
Die Ortschaft liegt abseits der größeren Durchgangsachsen. Die Hauptzufahrt erfolgt von der Departementsstraße, die von Conflans-sur-Lanterne nach Vauvillers führt. Eine weitere Straßenverbindung besteht mit La Pisseure.